# RadioShack Leopard/2013
Deze pagina geeft een overzicht van de wielerploeg RadioShack-Leopard van 2013.
Op 21 december 2012 maakte Nissan bekend de sponsoring van de wielerploeg te stoppen. Dit kwam omdat er negatieve geluiden uit de ploeg kwamen. Fränk Schleck wordt mogelijk geschorst.

## Algemeen
- Sponsors: RadioShack
- Algemeen Manager: Kim Andersen
- Teammanager: Luca Guercilena
- Ploegleiders: Kim Andersen, José Azevedo, Dirk Demol, Alain Gallopin
- Fietsen: Trek
- Kleding: Craft
- Schoenen: Northwave
- Budget: n.n.b.
- Kopmannen: Fabian Cancellara, Andy Schleck, Fränk Schleck, Giacomo Nizzolo, Robert Kišerlovski

Fränk Schleck hangt een dopingschorsing van twee jaar boven het hoofd. Dit wordt in januari voor de rechter gehaald.

## Renners
| Naam               | Geboortedatum | Nationaliteit    | Ploeg 2012      |
| ------------------ | ------------- | ---------------- | --------------- |
| Jan Bakelants      | 14-02-1986    | België           |                 |
| George Bennett     | 07-04-1990    | Nieuw-Zeeland    |                 |
| Matthew Busche     | 09-05-1985    | Verenigde Staten |                 |
| Fabian Cancellara  | 18-03-1981    | Zwitserland      |                 |
| Stijn Devolder     | 29-08-1979    | België           | Vacansoleil-DCM |
| Laurent Didier     | 19-07-1984    | Luxemburg        |                 |
| Tony Gallopin      | 24-05-1988    | Frankrijk        |                 |
| Ben Hermans        | 08-06-1986    | België           |                 |
| Danilo Hondo       | 04-01-1974    | Duitsland        | Lampre-ISD      |
| Christopher Horner | 23-10-1971    | Verenigde Staten |                 |
| Markel Irizar      | 05-02-1980    | Spanje           |                 |
| Bob Jungels        | 22-09-1992    | Luxemburg        | Leopard-Trek CT |
| Benjamin King      | 22-03-1989    | Verenigde Staten |                 |
| Robert Kišerlovski | 09-08-1986    | Kroatië          | Astana          |
| Andreas Klöden     | 22-06-1975    | Duitsland        |                 |
| Tiago Machado      | 18-10-1985    | Portugal         |                 |
| Maxime Monfort     | 14-01-1983    | België           |                 |
| Giacomo Nizzolo    | 30-01-1989    | Italië           |                 |
| Nélson Oliveira    | 06-03-1989    | Portugal         |                 |
| Jaroslav Popovytsj | 04-01-1980    | Oekraïne         |                 |
| Grégory Rast       | 17-01-1980    | Zwitserland      |                 |
| Thomas Rohregger   | 23-12-1983    | Oostenrijk       |                 |
| Hayden Roulston    | 10-01-1981    | Nieuw-Zeeland    |                 |
| Andy Schleck       | 10-06-1985    | Luxemburg        |                 |
| Fränk Schleck      | 15-04-1980    | Luxemburg        |                 |
| Jesse Sergent      | 08-07-1988    | Nieuw-Zeeland    |                 |
| Jens Voigt         | 17-09-1971    | Duitsland        |                 |
| Haimar Zubeldia    | 01-04-1977    | Spanje           |                 |

## Belangrijke overwinningen
| NK wielrennen Nieuw-Zeeland - wegwedstrijd: Hayden Roulston Zwitserland - tijdrit: Fabian Cancellara Luxemburg - tijdrit: Bob Jungels Luxemburg - wegwedstrijd: Bob Jungels België - wegwedstrijd: Stijn Devolder Kroatië - wegwedstrijd: Robert Kišerlovski Tour Down Under Ploegenklassement GP Nobili Rubinetterie Winnaar: Bob Jungels E3 Harelbeke Winnaar: Fabian Cancellara Ronde van Vlaanderen Winnaar: Fabian Cancellara Parijs-Roubaix Winnaar: Fabian Cancellara Ronde van Californië 5e etappe: Jens Voigt Ronde van Zwitserland 6e etappe: Grégory Rast Ronde van Luxemburg 2e etappe: Giacomo Nizzolo 3e etappe: Giacomo Nizzolo 4e etappe: Bob Jungels Ronde van Frankrijk 2e etappe: Jan Bakelants | Ronde van Oostenrijk 7e etappe: Fabian Cancellara (individuele tijdrit) Clásica San Sebastián Winnaar: Tony Gallopin Ronde van Utah 5e etappe: Chris Horner Ronde van Spanje 3e etappe: Chris Horner 10e etappe: Chris Horner 11e etappe: Fabian Cancellara Eindklassement: Chris Horner Grote Prijs van Wallonië Winnaar: Jan Bakelants |

Mannen: 2011 · 2012 · 2013 · 2014 · 2015 · 2016 · 2017 · 2018 · 2019 · 2020 · 2021 · 2022 · 2023 · 2024 · 2025
Vrouwen: 2019 · 2020 · 2021 · 2022 · 2023 · 2024 · 2025
AG2R-La Mondiale · Argos-Shimano · Astana · Belkin Pro Cycling · BMC Racing Team · Cannondale Pro Cycling Team · Euskaltel-Euskadi · FDJ · Team Garmin-Sharp · Katjoesja · Lampre-Merida · Lotto-Belisol · Team Movistar · Omega Pharma-Quick Step · Orica-GreenEdge · RadioShack-Leopard · Team Saxo-Tinkoff · Sky ProCycling · Vacansoleil-DCM